# Recent Researches in the Music of the Nineteenth and Early Twentieth Centuries
 Recent Researches in the Music of the Nineteenth and Early Twentieth Centuries ist eine Editionsreihe mit Musik des 19. und frühen 20. Jahrhunderts, die seit 1979 erscheint. Ihre ersten beiden Bände waren die Selected Piano Works (Ausgewählten Klavierwerke) von Jan Ladislav Dussek. Derzeitiger General Editor ist Rufus Hallmark. 

## Inhaltsübersicht
- 1–2. Jan Ladislav Dussek. Selected Piano Works
- 3.–4. Johann Nepomuk Hummel. Piano Concerto, Opus 113
- 5. One Hundred Years of Eichendorff Songs
- 6. Étienne-Nicolas Méhul. Symphony No. 1 in G Minor
- 7.–8. Embellished Opera Arias
- 9. The Nineteenth-Century Piano Ballade: An Anthology Part 2: For Men's and Mixed Chorus with Accompanying Instruments
- 10. Famous Poets, Neglected Composers: Songs to Lyrics by Goethe, Heine, Mörike, and Others
- 11.–20. Charles-Marie Widor. The Symphonies for Organ
- 21. Archduke Rudolph of Austria. Forty Variations on a Theme by Beethoven for Piano; Sonata in F Minor for Violin and Piano
- 22. Fanny Hensel. Songs for Pianoforte, 1836–1837
- 23. Anthology of Goethe Songs
- 24. Walter Rabl. Complete Instrumental Chamber Works
- 25. Stefano Pavesi. Dies irae concertato
- 26. Franz Liszt. St. Stanislaus: Scene 1, Two Polonaises, Scene 4
- 27. George Frederick Pinto. Three Sonatas for Pianoforte with Violin
- 28. Felix Mendelssohn Bartholdy. Concerto for Two Pianos and Orchestra in E major
- 29. Johann Nepomuk Hummel. Mozart's Haffner and Linz Symphonies Arranged for Pianoforte, Flute, Violin, and Violoncello
- 30.–31. Gustav Mahler. Die Drei Pintos: Based on Sketches and Original Music of Carl Maria von Weber
- 32. Niels Gade. Overture to St. Hans' Evening Play
- 33. Charles-Marie Widor. Symphonie pour orgue et orchestre, opus 42[bis]
- 34. Edvard Grieg. The Unfinished Chamber Music
- 35. Johann Nepomuk Hummel. Twelve Select Overtures, Arranged for Pianoforte, Flute, Violin, and Violoncello
- 36. Motets for One Voice by Franck, Gounod, and Saint-Saëns
- 37. Topical Song Cycles of the Early Nineteenth Century
- 38. Alice Mary Smith. Symphonies
- 39. Franz Lachner. Two Woodwind Quintets
- 40. Elfrida Andrée. Two Chamber Works. Piano Trio in C Minor and Piano Quartet in A Minor
- 41. Franz Clement. Violin Concerto in D Major
- 42. Manuel García. L’isola disabitata
- 43. Samuel Coleridge-Taylor. Symphonic Variations on an African Air
- 44. Orchestral Lieder (1815–1890)
- 45. Alice Mary Smith. Two Overtures: "The Masque of Pandora" (1878) and "Jason, or the Argonauts and the Sirens" (1879)
- 46. Anton Reicha. Missa pro defunctis (Requiem)
- 47. Quodlibets of the Viennese Theater
- 48. Johann Herbeck. Selected German Works for Unaccompanied Men's Chorus
- 49. Felix Mendelssohn Bartholdy. Die erste Walpurgisnacht: First Complete Version 1832–33
- 50. Henri Brod. Three Woodwind Quintets
- 51. Leo Zeitlin. Chamber Music
- 52. Victorian Music for the English Concertina
- 53. Hamish MacCunn. Three Overtures
- 54. Selected Songs of the Munich School, 1870–1920
- 55. Henry Rowley Bishop. Mozart's "The Marriage of Figaro": Adapted for Covent Garden, 1819
- 56. Clara Schumann. Arrangements for Solo Piano
- 57. Charles Villiers Stanford. Cello Concerto in D Minor
- 58. Johann Herbeck. Selected German Works
- 59. German-Jewish Organ Music: An Anthology of Works from the 1820s to the 1960s (Inhalt)